# Ecphymacris
Ecphymacris is een geslacht van rechtvleugeligen uit de familie veldsprinkhanen (Acrididae). De wetenschappelijke naam van dit geslacht is voor het eerst geldig gepubliceerd in 1984 door Bi.

## Soorten
Het geslacht Ecphymacris  is monotypisch en omvat slechts de volgende soort:
- Ecphymacris lofaoshana (Tinkham, 1940)